# グンネラ科
グンネラ科 (グンネラか、Gunneraceae) は、被子植物の科の一つで、グンネラ属をタイプとするものである。エングラーはグンネラ属をアリノトウグサ科に入れたためこの科は存在しないが、クロンキストやAPGで設定されている。
すべて多年草で、草丈は20cmくらいのものから3mを超える大型のものまである。葉は根生葉でうちわ形または腎臓形で、掌状に裂け目があり、葉柄が肉質のものが多く、托葉がある。花は、穂状花序、円錐花序などのものがあり、花弁が退化している。果実は液果である。

## 分類・分布
APGの第2版 (APG II 2003) においては、Myrotamnusを含めてもよいし、Myrotamnusを独立の科にしてグンネラ科はグンネラ属のみの単型の科としてもよいとした。第3版 (APG III 2009) では形態上の共通点がないとして科を分割し、単型の科とした。
南太平洋周辺の南半球、アフリカ、マダガスカルに分布する。